# Nytestamentlige apokryfer
De nytestamentlige apokryfer er skrifter om personer kendt fra Det Nye Testamente, men de regnes ikke for autentiske.
Udtrykket bruges om skrifter, der er nogenlunde samtidige med Det Nye Testamentes skrifter.
De nytestamentlige apokryfer er kristne (ofte gnostiske) skrifter, som ikke anerkendes som en del af Det Nye Testamente, men som ligner de nytestamentlige skrifter, og nogle i oldkirken blev regnet for kanoniske.

## Skrifter der skal med i Det Nye Testamente
De kristne trosretninger er i det store og hele enige om, hvilke skrifter, der skal med i Det Nye Testamente.
Der er fire kriterier:
- Apostolsk oprindelse. (Tillægges en af de 12 apostle eller deres nære omgangskreds)
- Overensstemmende indhold (Hændelser og synspunkter, der følger de godkendte skrifter)
- Anerkendt af alle betydende kristne samfund i det fjerde århundrede
- Liturgisk brugt af de tidlige kristne samfund

## Nytestamentlige Apokryfe skrifter
- Andreasakterne
- Apostlenes Brev
- Bartholomæusevangeliet
- Esajas' Himmelfart
- Filipsevangeliet
- Frelserens Dialog
- Jakobsapokryfen
- Jakobs Forevangelium
- Johannesakterne
- Johannesapokryfen
- Det apokryfe Johannesevangelium
- Judasevangeliet
- Mariaevangeliet
- Nikodemusevangeliet
- Paulusakterne
- Pauluslitteratur
- Paulus' Åbenbaring
- Petersakter
- Petersevangeliet
- Peters Åbenbaring
- Pilatusakter
- Pistis Sophia
- Sandhedens Evangelium
- Sibyllerne
- Testamente, De tolv patriarkers
- Thomasakterne
- Thomas' Barndomsevangelium
- Thomasevangeliet